# Демблин
Демблин (пољ. Dęblin) град је у Пољској у Војводству лублинском. По подацима из 2012. године број становника у месту је био 17 267.
.

## Становништво
| 2012.  |
| ------ |
| 17 267 |